# Putsarräka
Putsarräka (Lysmata amboinensis) är ett kräftdjur som lever i tropiska områden i Atlanten. Den är relativt vanlig i saltvattenakvarium.